# Wasilków (gromada)
Wasilków – dawna gromada, czyli najmniejsza jednostka podziału terytorialnego Polskiej Rzeczypospolitej Ludowej w latach 1954–1972.
Gromady, z gromadzkimi radami narodowymi (GRN) jako organami władzy najniższego stopnia na wsi, funkcjonowały od reformy reorganizującej administrację wiejską przeprowadzonej jesienią 1954 do momentu ich zniesienia z dniem 1 stycznia 1973, tym samym wypierając organizację gminną w latach 1954–1972.
Gromadę Wasilków z siedzibą GRN w mieście Wasilków utworzono 31 grudnia 1961 w powiecie białostockim w woj. białostockim, na mocy uchwały nr 18/3 WRN w Białymstoku z dnia 26 września 1961, z obszaru zniesionych gromad Jurowce i Studzianki.
1 stycznia 1972 do gromady Wasilków przyłączono obszar zniesionej gromady Ogrodniczki (bez przysiółka Krasne), wyłączono natomiast kolonię Ożynnik, włączając ją do gromady Czarna Wieś Kościelna oraz kolonie Dubowik i Sadowy Stok, wieś Jałówka i grunty lasów państwowych Borsukowizna o powierzchni 14,73 ha, włączając je do miasta Supraśl.
Gromada przetrwała do końca 1972 roku, czyli do kolejnej reformy gminnej. Z dniem 1 stycznia 1973 roku utworzono gminę Wasilków.